# 阿罗夫
阿罗夫（法語：Aroffe，法語發音：[aʁɔf] ⓘ）是法国大東部大區孚日省的一个市镇，属于讷沙托区。

## 地理
阿罗夫（48°24'3"N, 5°53'57"E）面积8.51 平方千米，位于法国大東部大區孚日省，该省份为法国东北部内陆省份，北起默兹省和默尔特-摩泽尔省，西接上马恩省，南至上索恩省和贝尔福地区省，东临上莱茵省和下莱茵省。
与阿罗夫接壤的市镇（或旧市镇、城区）包括：松库尔、法维耶尔、热蒙维尔、特拉蒙圣安德烈、阿乌兹。

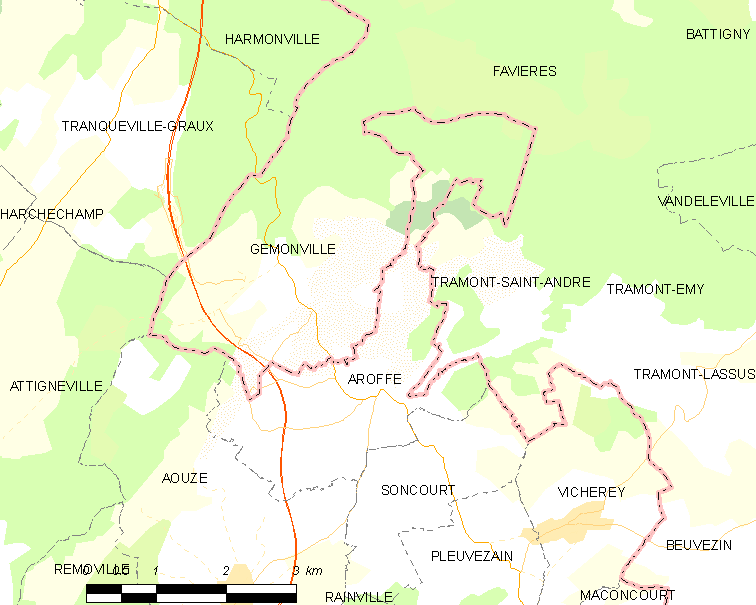
阿罗夫的OSM定位图

阿罗夫的时区为UTC+01:00、UTC+02:00（夏令时）。

## 行政
阿罗夫的邮政编码为88170，INSEE市镇编码为88013。

## 政治
阿罗夫所属的省级选区为米尔库尔县。

## 人口

1962-2008年间阿罗夫人口变化图示

阿罗夫于2022年1月1日时的人口数量为91人。